# Nico Huyberechts
Nico Huyberechts (1973) is een Belgisch voormalig duatleet en triatleet. 

## Levensloop
Huyberechts werd in juni 2001 tweede in het BK duatlon korte afstand. Nadat Philippe Braems betrapt werd op het gebruik van doping werd de titel toegekend aan Huyberechts. In juli 2003 werd hij Belgisch kampioen duatlon lange afstand te Hulste, een titel die hij verlengde tijdens de Geelse Powerman in juni 2005.
Tevens behaalde hij in 2004 brons op het WK duatlon lange afstand in het Deense Fredericia. Eveneens in 2004 werd hij 3e in de Powerman in het Zwitserse Zofingen.
In 2009 werd hij 3de in het Belgisch triatlonkampioenschap lange afstand te Eupen.